# Polaris Slingshot
Der Polaris Slingshot ist ein Roadster oder ein Motorrad mit zwei Vorderrädern und nur einem Hinterrad des amerikanischen Fahrzeugherstellers Polaris Industries. Der Zweisitzer wurde 2014 vorgestellt und erhielt 2020 ein Facelift.

## Rechtliche Einordnung
Abhängig vom Zulassungsgebiet wird das Fahrzeug als Motorrad oder Pkw eingestuft.

### EU
Im EU-Recht wird das Fahrzeug als dreirädriges Kraftfahrzeug ausgewiesen und ist in Deutschland damit für Personen, die den Führerschein der Klasse 3 oder B vor dem 19. Januar 2013 erworben haben, ohne eine zusätzliche Prüfung fahrbar. Seit diesem Tag ist eine Motorrad-Prüfung (Klasse A) oder eine Prüfung für dreirädrige Fahrzeuge (Klasse A mit Beschränkung durch die Schlüsselzahl 79.03) erforderlich. Das Fahrzeug erfüllt die europäischen Sicherheitsstandards für Motorräder, nicht jedoch die eines Pkw.

### USA
Die National Highway Traffic Safety Administration stuft das Fahrzeug auf Bundesebene als dreirädriges Motorrad ein, weshalb es nicht die gleichen Crashtestnormen wie ein normaler Pkw einhalten muss und auch keine Airbags haben muss. In 47 Bundesstaaten der USA gibt es zudem rechtlich den Begriff des „Autocycles“. Dort dürfen Fahrzeuge dieser Klasse ohne Motorradführerschein gefahren werden. Der Slingshot gilt jedoch nicht in allen diesen Staaten als Autocycle, da beispielsweise in Colorado oder New Mexico Airbags für diese Klasse vorgeschrieben sind. Abhängig vom Bundesstaat kann zudem eine Helmpflicht für Autocycles gelten. In Bundesstaaten, in denen es als Motorrad zertifiziert ist, darf das Fahrzeug beispielsweise High-occupancy vehicle lanes befahren.

## Ausstattung
Eine Rückfahrkamera, Gepäckfächer, ein abschließbares Handschuhfach, zwei wasserfeste Sitze, ein 4,3 Zoll großes Flüssigkristall-Display und ein Bluetooth-Audiosystem mit sechs Lautsprechern gehören ebenso zur Serienausstattung wie ein Antiblockiersystem, die zwei Vorderräder sind 18 Zoll groß, das Hinterrad 20 Zoll.

## Technische Daten
Der 129 kW (175 PS) starke 2,4-Liter-Ottomotor stammt von General Motors, wurde schon im Pontiac Solstice und im Saturn Sky eingesetzt und beschleunigt den Slingshot auf 220 km/h.
| Kenngrößen                 | Slingshot                    | Slingshot S                  | Slingshot R                  | Slingshot R                  | Slingshot (1)                |                  |
| Bauzeitraum                | 2019–2025                    | seit 2025                    | 2020–2025                    | seit 2025                    | 2014–2019                    |                  |
| Motorkenndaten             |                              |                              |                              |                              |                              |                  |
| Motortyp                   | R4-Ottomotor                 | R4-Ottomotor                 | R4-Ottomotor                 | R4-Ottomotor                 | R4-Ottomotor                 |                  |
| Hubraum                    | 1997 cm³                     | 1997 cm³                     | 1997 cm³                     | 1997 cm³                     | 2384 cm³                     |                  |
| Verdichtungsverhältnis     | 11,5 : 1                     | 12,5 : 1                     | 11,5 : 1                     | 12,5 : 1                     | 10,4 : 1                     |                  |
| max. Leistung              | 133 kW (181 PS) bei 8500/min | 135 kW (184 PS) bei 8000/min | 151 kW (205 PS) bei 8250/min | 152 kW (207 PS) bei 7500/min | 129 kW (175 PS) bei 6400/min |                  |
| max. Drehmoment            | 163 Nm bei 5500/min          | 175 Nm bei 6500/min          | 195 Nm bei 6500/min          | 203 Nm bei 6500/min          | 227 Nm bei 4700/min          |                  |
| Kraftübertragung           |                              |                              |                              |                              |                              |                  |
| Antrieb, serienmäßig       | Hinterradantrieb             | Hinterradantrieb             | Hinterradantrieb             | Hinterradantrieb             | Hinterradantrieb             | Hinterradantrieb |
| Getriebe, serienmäßig      | 5-Gang-Schaltgetriebe        | 5-Gang-Schaltgetriebe        | 5-Gang-Schaltgetriebe        | 5-Gang-Schaltgetriebe        | 5-Gang-Schaltgetriebe        |                  |
| Messwerte                  |                              |                              |                              |                              |                              |                  |
| Höchstgeschwindigkeit      | k. A.                        | k. A.                        | k. A.                        | k. A.                        | 220 km/h                     |                  |
| Beschleunigung, 0–100 km/h | k. A.                        | k. A.                        | k. A.                        | k. A.                        | 5,7 s                        |                  |
| Leergewicht                | 741 kg                       | 737 kg                       | 750 kg                       | 748 kg                       | 789 kg                       |                  |
| Tankinhalt                 | 37 l                         | 37 l                         | 37 l                         | 37 l                         | 37 l                         |                  |